# 58
58 рік — невисокосний рік, що почався у вівторок за григоріанським календарем (у неділю — за юліанським). У Римі правив імператор Нерон.

## Події
- Нерон і Марк Валерій Мессала Корвін — консули Римської імперії.
- Поппея Сабіна стала коханкою Нерона; щоб вона була ближчою до імператора, той влаштував їй розлучення з Руфрієм Кріспіном і одруження з Отоном.
- У ході війни з Парфією римський полководець Гней Доміцій Корбулон вдерся до Вірменії і розбив парфянську армію.
- Апостол Павло написав Послання до римлян.
- Битва гермундурів і хаттів.

## Народились
- Сюй Шень[en] — китайський філолог часів династії Хань.

## Померли
- Радаміст — грузинський принц, цар Великої Вірменії (51–55) з династії Фарнавазідів.